# František Vilém Popel z Lobkowicz
František Vilém Popel z Lobkowicz (14. srpna 1616 – 26. února 1670) byl český šlechtic, příslušník bílinské větve šlechtického rodu Lobkoviců. Byl císařským radou a zastával dvorský úřad nejvyššího lovčího.

## Původ a život
Narodil se jako čtvrtý syn a šesté z osmi dětí Viléma mladšího Popela z Lobkowicz na Bílině (asi 1575–1647) a jeho manželky Benigny Kateřiny z Lobkowicz (1594–1653), zakladatelky a patronky pražské Lorety na Hradčanech.
Stal se císařským tajným radou a v letech 1647–1659 zastával úřad nejvyššího lovčího Českého království.

## Majetek
Vlastnil Jezeří, Nové Sedlo, Zaječice, Polety, Holešice, Ročov a Divice.

## Rodina
Oženil se s Alžbětou Eusebií Marií z Talmberka, dcerou nejvyššího zemského hofmistra Bedřicha z Talmberka na Vlašimi († 1643) a jeho manželky Marie Benigny z Lobkowicz († 1634). Svatební smlouva byla podepsána 28. dubna 1658. Narodily se jim následující děti:
- 1. Ferdinand Vilém (16. 8. 1647 – 24. 1. 1708), císařský komoří, nejvyšší lovčí Českého království 1681, královský místodržící, 21. června 1670 povýšen do říšského hraběcího stavu
  - ∞ (1676) Ludmila Františka Vítová ze Rzavého (14. 4. 1656 – 16. 3. 1711), jejich děti:
    - 1. Jan Bedřich (21. 3. 1677 – 1706)
    - 2. Václav Jáchym Josef Jiří (27. 11. 1678 – † mlád)
- 2. Marie Isabela (asi 1649 – 1719)
  - 1. ∞ Adam Matyáš z Trauttmansdorffu (1617 – 2. 11. 1684 Horšovský Týn)
  - 2. ∞ Jiří Adam František z Gaschinu, svobodný pán z Rosenbergu (1643 – 6. 10. 1719)
- 3. Oldřich Felix (kolem 1650 – 4. 8. 1722 zabit padajícím dubem, pohřben v pražské Loretě, později v kapucínském kostele sv. Václava v Roudnici), císařský komoří, nejvyšší lovčí Českého království (1692–1712), 21. června 1670 povýšen do říšského hraběcího stavu
  - ∞ Marie Josefa z Bubna († 24. 5. 1729)
- 4. Kateřina Polyxena († 5. 2. 1709, pohřbena v pražské Loretě)
  - 1. ∞ Alexandr Ferdinand Wratislav z Mitrowicz († asi 1673)
  - 2. ∞ (1676) Wolf Maxmilián Lamingen z Albenreuthu (23. 11. 1634 – 2. 11. 1696)
- 5. Benigna Marie († 13. 12. 1671)
  - ∞ (3. 7. 1667) František Gabriel Serényi ab Kis-Serény († 12. 9. 1677)
- 6. Markéta († 30. 6. 1685)
  - ∞ (1684) Leopold Antonín z Trauttmannsdorfu (1656 – 24. 2. 1724)
- 7. Anna Marie Magdalena Polyxena († 15. 11. 1722), abatyše v Kitzingenu, Bavorsko